# 補體成分7
補體成分C7（Complement component 7），即C7，在人體內是一個由C7基因編碼的、分子量為97kD血清糖蛋白。C7分子的主要作用是參與形成膜攻擊複合物（MAC）。在MAC形成過程中，在C5b-C6複合物形成後，C7分子會與之結合，隨後，C8、C9分子再與C5b-C6-C7複合物結合，形成完整的MAC:41-45。